# Катіта панамський
Катіта панамський (Bolborhynchus lineola) — вид папугоподібних птахів родини папугових (Psittacidae). Поширений в Латинській Америці.

## Поширення
Він досить поширений у трьох ареалах: перша популяція мешкає в горах південної Мексики, Гватемали, Гондурасу, Нікарагуа, Коста-Рики та Панами; друга мешкає на західних схилах колумбійських, венесуельських та еквадорських Анд; третя популяція розташована у центральній частині Перу.

## Опис
Невеликий папуга з коротким загостреним хвостом. Він сягає близько 16 см завдовжки і має зелений колір із смугастим ефектом, більш помітним у нижній частині через чорну облямівку пір'я. Має чіткий темний слід на плечі. Коричнева райдужка, рожево-сірі дзьоб і ноги.

## Спосіб життя
Папуга пристосований до різних середовищ: гірських тропічних лісів, відкритих лісів і субтропічної савани. Спостерігається як у невеликих сімейних групах, так і в зграях до 100 особин. Він поширений між 900 і 2900 метрів над рівнем моря. Він гніздиться в дуплах дерев, як правило, у грудні, будуючи зручну та м'яку виводкову камеру, вкриту різними матеріалами, що переміщуються з пір'ям. Вона відкладає 4-7 яєць, які висиджує 22 дні.